# Henrik Lykkegaard

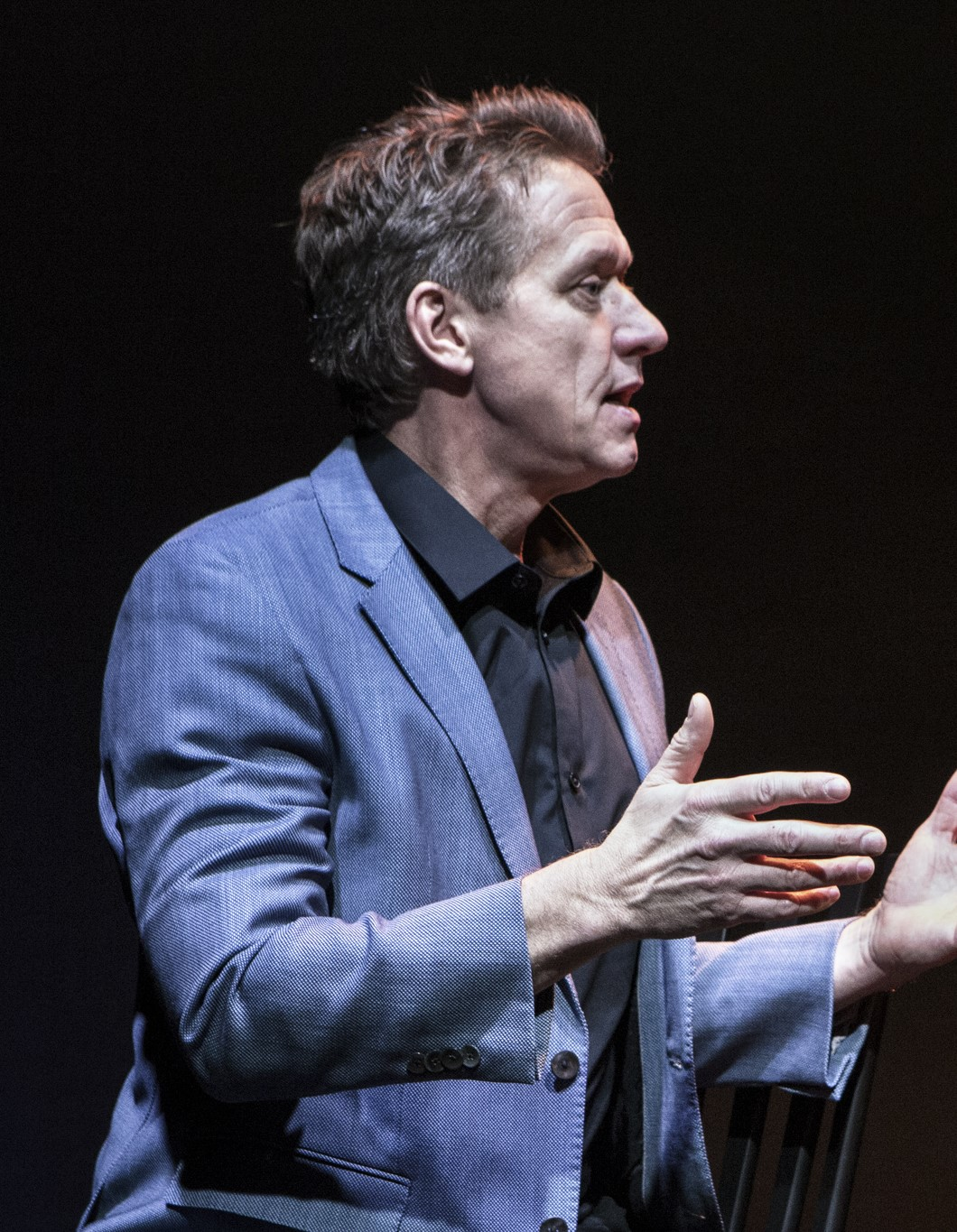
Henrik Lykkegaard in der Inszenierung Livet, hvor svært ka' det være am Folketeatret (2017)

Henrik Lykkegaard (* 14. Februar 1965 in Asløkke, Hedensted Kommune in Dänemark) ist ein dänischer Schauspieler, Synchronsprecher und Drehbuchautor für Theaterrevuen.

## Leben
Lykkegaard wuchs in seiner Kindheit bei seinen Eltern Hans Lykkegaard und seiner Frau Karen Bay Rasmussen auf einem Bauernhof in der Juelsminde Kommune im Osten von Jütland auf. Nach seiner Schulausbildung begann er zunächst ein Architekturstudium in Aarhus. Während dieser Studienzeit begann er als Kleindarsteller und Komparse regelmäßig im Theater aufzutreten. Um sich seinen Lebensunterhalt zu verdienen, übte er in dieser Zeit zusätzliche verschiedene Tätigkeiten aus. So arbeitete er auch als Reinigungskraft, Gärtner, Lehrkraft, Nachtportier und Fabrikarbeiter. Nach seiner Studienzeit absolvierte er von 1990 bis 1994 eine Schauspielausbildung an der Statens Teaterskole (Staatliche Theaterschule) in Kopenhagen. 1993 hatte Lykkegaard sein erstes Debüt als Schauspieler und Theaterregisseur. In der weiteren Folge hatte er mehrere Auftritte als Theaterschauspieler an verschiedenen Theatern und in mehreren Rollen, so unter anderen im Betty Nansen Teatret, Grønnegårds Teatret, Det Ny Teater und Husets Teater. Lykkegaard  spielte von 2003 bis 2004 einige Hauptrollen bei Theaterrevuen in Hjørring und Helsingør. Im Det Kongelige Teater in Kopenhagen trat er als Espen in Jean de France und in dem Lustspiel und Musical Die Schöne und das Biest auf. Mit seinen Auftritt in den Werbespot „Hva' ska' jeg si'? Boller fra Kohberg“ (Was soll ich sagen, Brötchen von Kohberg), der auch dänischen im Fernsehen ausgestrahlt wurde, erreichte er erstmals eine nationale Bekanntheit. Von 2005 bis 2007 trat er als Schauspieler bei den alljährlichen dänischen Cirkusrevyen in Dyrehavsbakken auf und 2001 war Lykkegaard Regisseur dieser Aufführungen. Mit dieser Revue erzielte er einen großen Erfolg durch seine Parodien auf den dänischen Ministerpräsident Anders Fogh Rasmussen, den er auch in den Animationsfilm Die Olsenbande in feiner Gesellschaft synchronisierte. Weiterhin wirkte Lykkegaard als Synchronsprecher auch in mehreren anderen Zeichentrick- und Animationsfilmen mit. Ebenso wirkte er als Filmschauspieler bei vielen dänischen Film- und Fernsehproduktionen mit. Er trat auch in den Hauptrollen der Serie Mit liv som Bent gemeinsam mit Emilia Huusfeldt sowie in der dänischen Kindersendung Bamse  in Bamse og kylling (deutsch: Teddybär und Huhn) und in der Kinderfernsehserie 7 auf.
Für seine bisher beste Filmrolle in Bornholms stemme von Lotte Svendsen, wurde er im Jahr 2000 mit dem dänischen Filmpreis Bodil in der Kategorie: Bester Hauptdarsteller ausgezeichnet.

## Filmografie
- 1994: Der Bund der furchtlosen Spione (Frække Frida og de frygtløse spioner)
- 1995: Omveje
- 1997: Die unschlagbaren Andersens (Sunes familie)
- 1997: Stjerner uden hjerner
- 1998: Der (wirklich) allerletzte Streich der Olsenbande (Olsen-bandens sidste stik) als Wachmann Allerslev in der Staatlichen Verbrennungsanlage
- 1999: Musikbutikken als Leo P., hier auch als  Drehbuchautor
- 1999: Bornholms stemme als Lars Erik
- 2000: Bamses billedbog als Bamse
- 2000: Pyrus på pletten als Mortensen
- 2001: Mit liv som Bent als  Bent Ruhof Olsen
- 2000: 7 (Kinderfernsehen) als Kellner
- 2001: Olsenbande Junior (Olsen-banden Junior) als Holm
- 2002 Det glade vanvid  (Fernsehserie) hier auch als Regisseur
- 2003: Zafir als Jens
- 2004–2005: The Fairytaler (Fernsehserie)
- 2005: Charlie og chokoladefabrikken - Hr. Bucket
- 2005: Die blaue Grenze als dänischer Polizist
- 2005–2006: Der Adler – Die Spur des Verbrechens (Ørnen: En krimi-odyssé) als Jens Hansen
- 2007: Anja og Viktor 4 - Brændende kærlighed
- 2007: Hjemve als Bo
- 2008: Frygtelig lykkelig als Priester
- 2008: Album als (Fernsehserie) als Preben Lund Jensen
- 2009: Winnie og Karina - The Movie als Bertil Kristensen
- 2010: Frihed på prøve als Mads Ole
- 2010: Die Olsenbande in feiner Gesellschaft (Olsen-Banden – på de bonede gulve, dänische Sprechrolle als Ministerpräsident Anders Fogh Rasmussen im Animationsfilm)
- 2011: Max Pinlig 2 - sidste skrig als Clavs
- 2013: Die Olsenbande auf hoher See (Olsen Banden på dybt van, dänische Sprechrolle als Kriminalkommissar Viggo Jensen im Animationsfilm)
- 2014: For det fælles bedste (Kurzfilm)